# Niedergörsdorf
Niedergörsdorf település Németországban, azon belül Brandenburgban. Lakosainak száma 6194 fő (2023. december 31.).

## Népesség
A település népességének változása:
| Lakosok száma | 6847 | 7404 | 6285 | 6141 | 6114 | 6220 | 6194 |
|               | 1990 | 2000 | 2010 | 2020 | 2021 | 2022 | 2023 |